# Karsibór (Wałcz)
Karsibór (deutsch Keßburg) ist ein Dorf in der Landgemeinde (Gmina) Wałcz (Deutsch Krone) im Powiat Wałecki (Deutsch Kroner Kreis) der polnischen Woiwodschaft Westpommern.

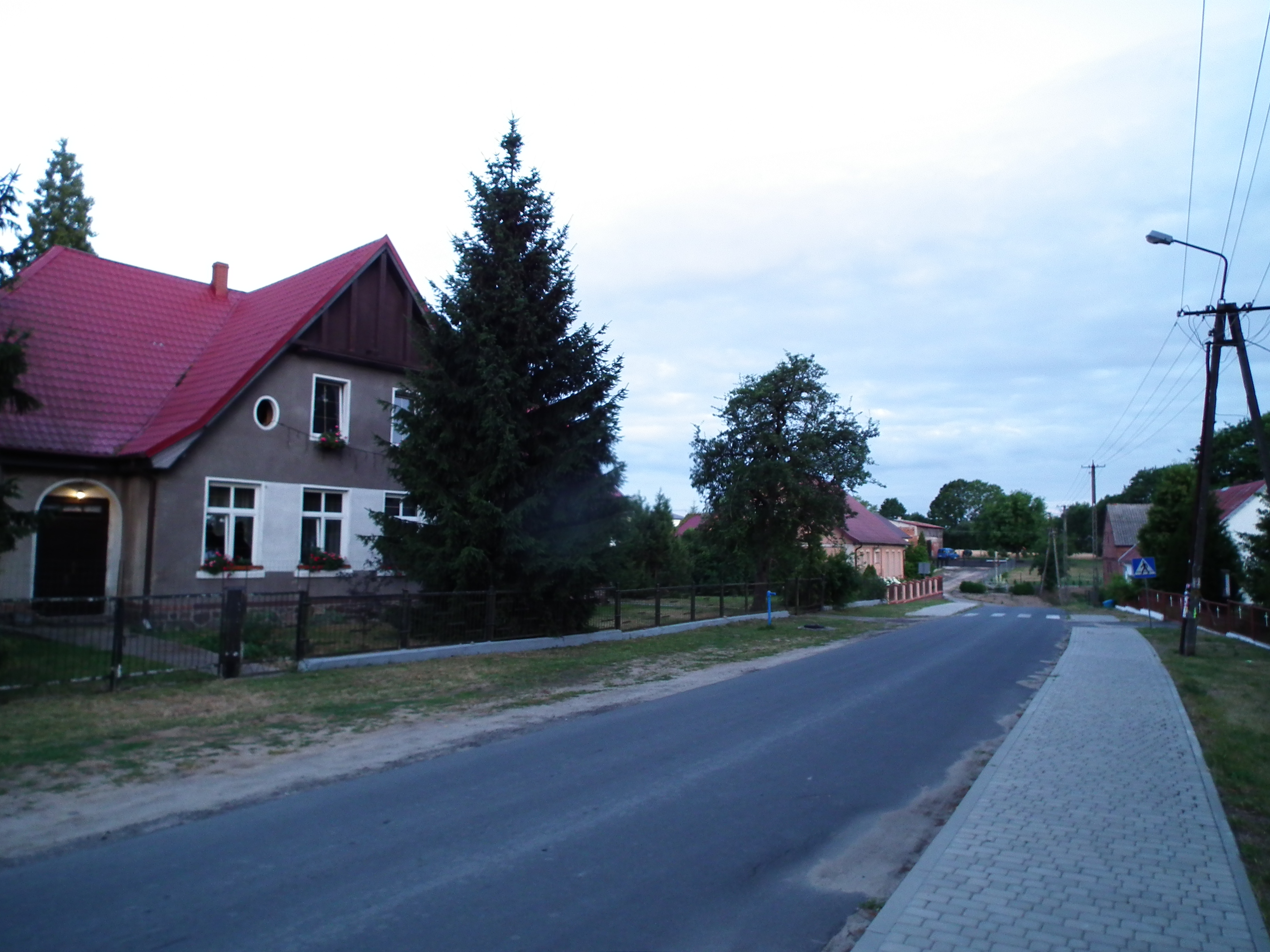
Dorfstraße (Aufnahme 2019)

## Geographische Lage
Das Dorf liegt im Netzedistrikt des ehemaligen Westpreußen, etwa zwölf Kilometer nordnordwestlich von Wałcz (Deutsch Krone) und sechs Kilometer südöstlich von Golce (Neugolz).

## Geschichte
Das Dorf Keßburg gehörte früher zu den sogenannten Goltzer Gütern der Region. Ältere Ortsbezeichnungen sind Kerseborg (1364), Kessemborck (1629) und Kiesembork (1634). 1805 befand sich die Ortschaft im Besitz eines von der Goltz, und ihr Immobilienwert wurde auf 14.450 Taler geschätzt.
Im Jahr 1945 gehörte Keßburg zum Landkreis Deutsch Krone im Regierungsbezirk Grenzmark Posen-Westpreußen der preußischen Provinz Pommern des Deutschen Reichs. Keßburg war dem  Amtsbezirk Neugolz zugeordnet.
Im Februar 1945 wurde Keßburg von der Roten Armee besetzt. Nach Beendigung der Kampfhandlungen wurde die Region seitens der sowjetischen Besatzungsmacht zusammen mit ganz Hinterpommern und der südlichen Hälfte Ostpreußens – militärische Sperrgebiete ausgenommen – der Volksrepublik Polen zur Verwaltung überlassen. Es wanderten nun Polen zu. Keßburg wurde unter der polnischen Ortsbezeichnung „Karsibór“ verwaltet. Die einheimische Bevölkerung wurde von der polnischen Administration aus Keßburg vertrieben.

### Demographie
| Jahr | Einwohner | Anmerkungen |
| ---- | --------- | --- |
| 1783 | –         | adliges Dorf und Vorwerk nebst einer evangelischen Kirche, im Netzedistrikt, Kreis Krone, 27 Feuerstellen (Haushaltungen)             |
| 1818 | 122       | Kirchdorf, adlige Besitzung |
| 1910 | 322       | am 1. Dezember, davon 113 (100 Evangelische, 13 Katholiken) im Dorf und 209 (208 Evangelische, eine katholische Person) im Gutsbezirk |
| 1925 | 359       | darunter 341 Evangelische und 17 Katholiken                                                                                           |
| 1933 | 297       | [ 6 ] |
| 1939 | 291       | [ 6 ] |

## Kirche
Bis 1817 bestand die Parochie Keßburg der Evangelischen Kirche.
An der hiesigen evangelischen Kirche wirkten als Geistliche:
- Daniel Bathenius, bis 1666[1]
- Joachim Föge, 1689[1]
- Johann Scheffler, seit 1716[1]
- Andreas Hanisch, seit 1750[1]
- N. N. Odenbecher, † 1778[1]
- B. G. Richardi, 1780 ernannt, ging 1786 als zweiter Prediger nach Konitz[1]
- J. F. Crüger, bis 1793, ging anschließend nach Schwetz[1]
- Johann Friedrich Weise, 1793–1811[1]
- Michael Stegemann, 1811–1816, ging anschließend als Prediger nach Lagow[1]

Wegen zu geringen Einkommens wurde die Pfarre 1817 eingezogen und mit Neugolz vereinigt.
Die Katholiken besuchten eine Kirche in Stabitz.